# Maciej Nehring

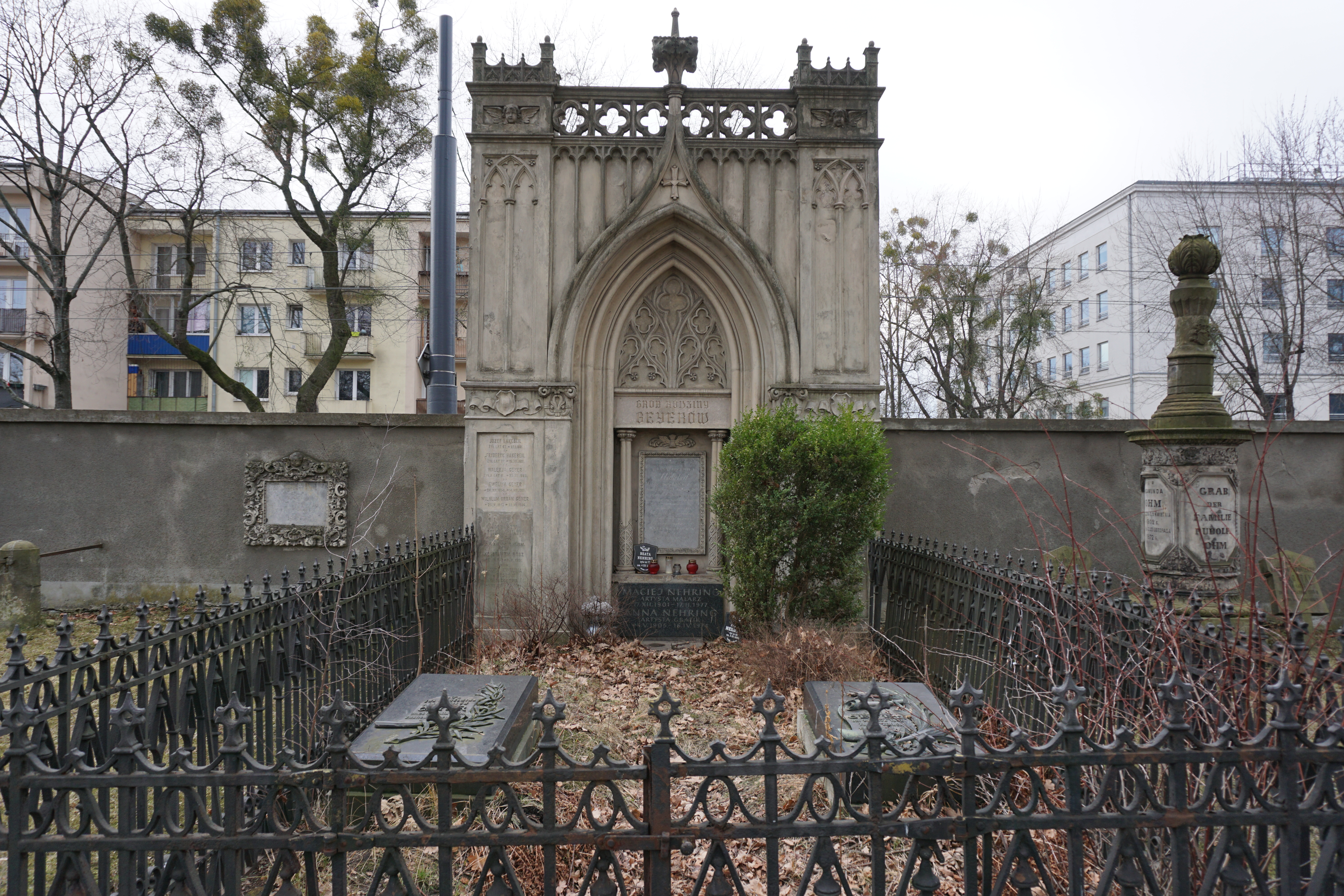
Grób Macieja Nehringa na cmentarzu ewangelicko-augsburskim w Warszawie

Maciej Nehring (ur. 17 grudnia 1901 w Warszawie, zm. 17 lutego 1977 tamże) – polski malarz współczesny.

## Życiorys
Uczęszczał do szkoły średniej w Petersburgu i Piatigorsku, dokąd wyjechał z ojcem inżynierem i całą rodziną. Do Warszawy powrócił po I wojnie światowej. Od 1920 przez rok uczył się w warszawskiej Miejskiej Szkole Rysunku, następnie wyjechał do Bydgoszczy, gdzie przez trzy lata studiował malarstwo w Państwowej Szkole Przemysłu Artystycznego. Od 1923 kontynuował naukę w Krakowie, a w 1924 powrócił do Warszawy, gdzie rozpoczął czteroletnie studia w Szkole Sztuk Pięknych pod kierunkiem prof. Kotarbińskiego i Skoczylasa. Od 1933 do wybuchu II wojny światowej kierował Pracownią Akwareli i Grafiki Użytkowej w Akademii Sztuk Pięknych w Warszawie. Od 1935 do 1939 był prezesem „Grupy Akwarelistów” oraz członkiem Bloku Zawodowych Artystów Plastyków.
Wielokrotnie wystawiał w Towarzystwie Zachęty Sztuk Pięknych w Warszawie oraz w Krakowie. W 1929 jego prace uczestniczyły w Powszechnej Wystawie Krajowej w Poznaniu, w 1934 na wystawie „Najpiękniejszy portret kobiecy” w warszawskiej Zachęcie otrzymał drugą nagrodę. Od lat 30. wystawiał również poza granicami Polski m.in. w Londynie, Sztokholmie i Nowym Jorku. W 1938 prezentował prace na wystawie indywidualnej w Amsterdamie. Po 1945 wystawiał w Gdyni i Łodzi. 
Walczył podczas kampanii wrześniowej. Po wojnie początkowo mieszkał z rodziną na Wybrzeżu, później na stałe powrócił do Warszawy.
Pochowany na cmentarzu ewangelicko-augsburskim w Warszawie (aleja 2, grób 4).

## Twórczość
Najczęściej tworzył akwarele, malował pejzaże i portrety. Ponadto zajmował się grafiką użytkową. Jego prace znajdują się m.in. w Muzeum Narodowym w Poznaniu, Muzeum im. Leona Wyczółkowskiego w Bydgoszczy, Muzeum Wojska Polskiego w Warszawie i we wrocławskim Ossolineum.